# دیلن کیسی
دیلن کیسی (انگلیسی: Dylan Casey؛ زادهٔ ۱۳ آوریل ۱۹۷۱) دوچرخه‌سوار اهل ایالات متحده آمریکا است. وی در بازی‌های المپیک تابستانی ۲۰۰۰ شرکت کرده است.